# 脆性
脆性（ぜいせい、brittleness）は、物質の脆さを表す技術用語。破壊に要するエネルギーの小さいことをいう。対語としては靱性（じんせい：壊れにくいこと）と展延性（壊れずに変形すること）がある。
「脆」の文字が常用漢字に含まれていないことからぜい性と表記されることもある。本記事では学術用語集に準じて「脆性」の表記で統一する。

## 脆性破壊
脆性破壊とは弾性変形を越えた応力によって、固体材料の原子結合が切断されるために起こる破壊現象であり、ガラスの室温での破壊が代表的である。対して、延性破壊は塑性変形（すべり変形、原子の移動）が進んだ後に破壊に至る現象であり、金属材料では転位の集積によりマイクロボイドが発生・合体することで生じる。結果として、延性破面はディンプルと呼ばれる孔が連なった複雑な形状を呈し、脆性破面は平滑な面（金属材料では破面単位や有効結晶粒と呼ばれる）が連なった形状を呈する。
金属などの延性材料は、力が加わると原子（または転位のような結晶の不完全部）が移動することによって破壊せずに塑性変形するが、原子が移動しにくい結合（例えば共有結合やイオン結合）をしている材料、結晶は原子間結合力を超える力が加わると分離し破壊するというイメージである。
ある材料において、脆性破壊と延性破壊のいずれか、或いは両方が起こるかは、材料の応力状態や温度に強く依存する。すなわち、ある応力状態で原子結合が切断される方が容易であれば脆性破壊が、原子・転位の移動が容易であれば塑性変形が起こる。こうして材料の一部が脆性破壊ないし塑性変形すると応力状態が変わり、続いてその時点の応力状態で容易な脆性破壊か塑性変形が次々と起こっていく。塑性変形が続くと、やがて転位のような格子欠陥が集積してマイクロボイドを生じて、延性破壊に至る。
本項のかつての説明のように、脆性破壊と延性破壊を排他的に考えるのは正しくない。脆性破壊は弾性領域内で生じる破壊であり、弾性変形の限界として脆性破壊が生じるのは事実であるが、材料は塑性変形後も脆性破壊を起こしうる。上述のように、一部が延性破壊した後に応力状態が変わって、脆性破壊が容易になれば、延性破面と脆性破面が混在しうるし、実際の材料もそうなっている。
水素脆性については、該当項目を参照されたい。